# Leptostylum pulchellum
Leptostylum pulchellum är en tvåvingeart som beskrevs av Macquart 1851. Leptostylum pulchellum ingår i släktet Leptostylum och familjen parasitflugor. Inga underarter finns listade i Catalogue of Life.